# Google Cloud Platform
Google Cloud Platform — запропонований компанією Google набір хмарних служб, які виконуються на тій же самій інфраструктурі, яку Google використовує для своїх продуктів призначених для кінцевих споживачів, таких як Google Search та YouTube. Окрім інструментів для керування, також надається ряд модульних хмарних служб, таких як обчислення, зберігання даних, аналіз даних та машинне навчання. Для реєстрації потрібно мати банківську карту або банківський рахунок.
Google Cloud Platform надає такі оточення як інфраструктура як послуга, платформа як послуга та безсерверні обчислення.
У квітні 2008 року, Google анонсувала App Engine — платформу для розробки та хостингу вебзастосунків у дата-центрах Google. Це був перший хмарний сервіс запропонований компанією. Для загалу сервіс став доступним у грудні 2011 року. З моменту анонсу App Engine, Google встигла додати чисельні хмарні служби до своєї платформи.
Google Cloud Platform є частиною Google Cloud, який також включає Google Workspace, корпоративні версії Android та Chrome OS, а також API для машинного навчання та Google Maps.

## Продукти

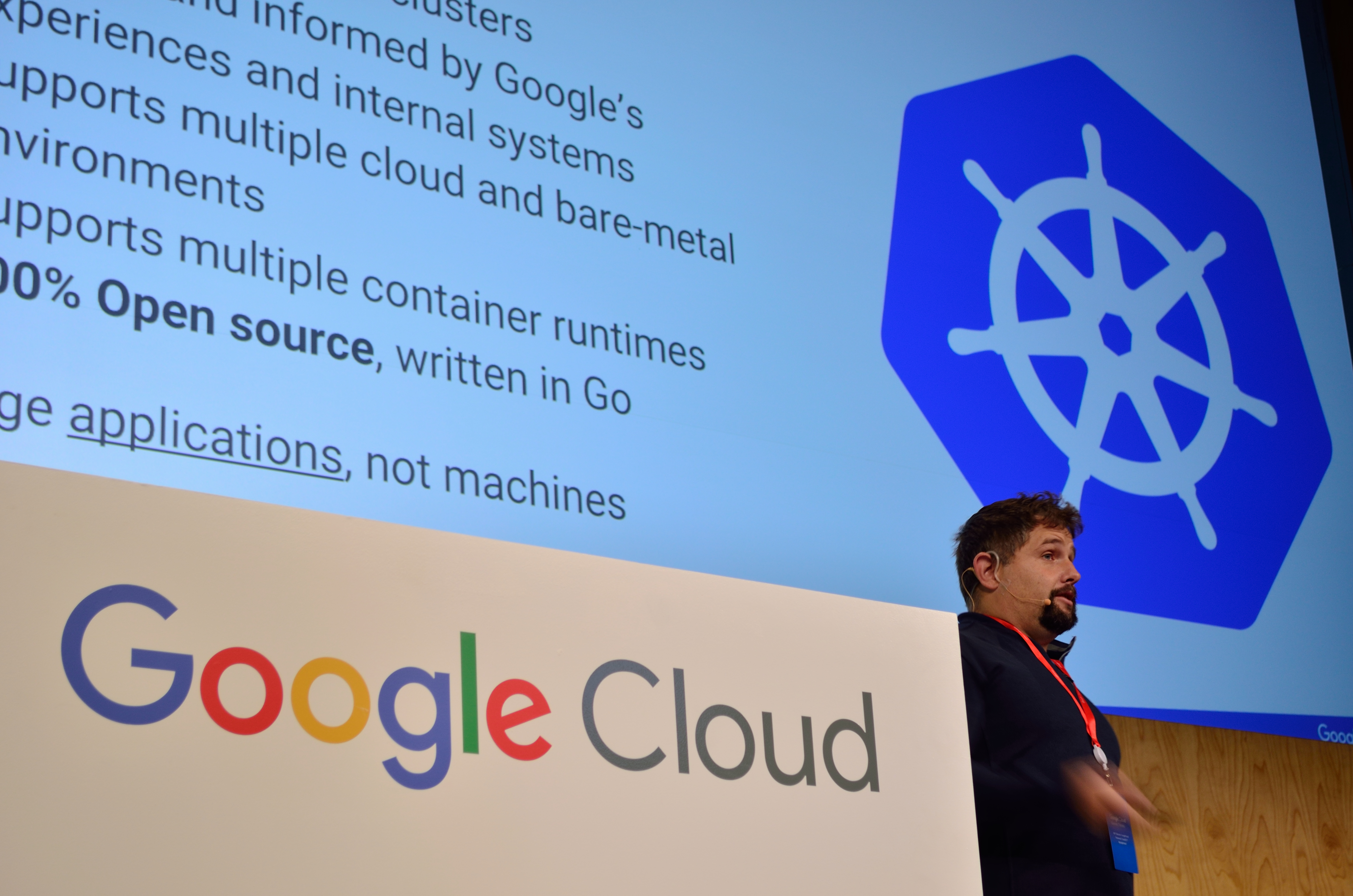
Презентація Google Container Engine/Kubernetes на конференції

### Платформа та інфраструктура
- App Engine — платформа як послуга для хостингу застосунків.
- Compute Engine — інфраструктура як послуга що надає віртуальні машини.
- Kubernetes Engine — система автоматичного розгортання, масштабування та управління застосунків у контейнерах для Kubernetes.
- Cloud functions — Послуга яка дозволяє викликати безсерверні функції, код, написаний на різних мовах програмування.
- Cloud Run — платформа як послуга для запуску застосунків в контейнері, який працює за викликом, на відміну від GKE це безсерверні обчислення.

### Сховища та бази даних
- Storage — SaaS сховище об'єктів, надає онлайн REST-доступ до файлів та вмісту сховищ даних.
- Cloud SQL — хмарна база даних яка надає послуги MySQL, PostgreSQL та Microsoft SQL Server в хмарі.
- Bigtable — NoSQL база даних ключ-значення[4].
- Cloud Spanner — горизонтально масштабована, суворо узгоджена реляційна хмарна база даних[5].
- Cloud Datastore — документо-орієнтована хмарна база даних для мобільних та вебзастосунків[6].
- Persistent Disk — віртуальний дисковий пристрій для хмарних віртуальних машин[7].
- Cloud Memorystore — SaaS для кешування на базі Redis та Memcached[8].
- Filestore — продуктивне мережеве сховище для файлів[9].
- AlloyDB — хмарна база даних, сумісна з PostgreSQL[10].

### Популярні продукти
- BigQuery — інфраструктура як послуга масштабована аналітика для баз даних.
- Cloud AutoML — набір продуктів для машинного навчання, яких дозволяє розробникам з обмеженим досвідом роботи в галузі машинного навчання використовувати технології навчання та створення нейронних мереж.
- Cloud Machine Learning Engine — кероване машинне навчання як послуга для тренування та виконання моделей у TensorFlow.
- Cloud Pub/Sub — послуга для публікації та підписки на потоки даних та повідомлення[11]. Застосунки можуть обмінюватись через публікацію/підписку, без прямого обміну повідомленнями[12].
- Google Genomics — аналіз геномів у хмарі[13].
- Google Video Intelligence[14].
- Cloud Vision[15].

## Аналогічні сервіси, що надаються іншими провайдерами хмарних служб
| Google Cloud Platform    | Amazon Web Services          | Microsoft Azure              | Oracle Cloud                    |
| ------------------------ | ---------------------------- | ---------------------------- | ------------------------------- |
| Google Compute Engine    | Amazon EC2                   | Azure Virtual Machines       | Oracle Cloud Infra OCI          |
| Google App Engine        | AWS Elastic Beanstalk        | Azure Cloud Services         | Oracle Application Container    |
| Google Kubernetes Engine | Amazon EC2 Container Service | Azure Container Service      | Oracle Kubernetes Service       |
| Google Cloud Bigtable    | Amazon DynamoDB              | Azure Cosmos DB              |                                 |
| Google BigQuery          | Amazon Redshift              | Microsoft Azure SQL Database | Oracle Autonomous DataWarehouse |
| Google Cloud Functions   | AWS Lambda                   | Azure Functions              | Oracle Cloud Fn                 |
| Google Cloud Datastore   | Amazon DynamoDB              | Cosmos DB                    |                                 |
| Google Cloud Storage     | Amazon S3                    | Azure Blob Storage           | Oracle Cloud Storage OCI        |

## Сертифікація
Подібно до пропозицій Amazon Web Services, Microsoft Azure та IBM, існує ряд програм сертифікації по Google Cloud Platform. Учасники можуть вибрати між навчальними програмами на Coursera або Qwiklabs чи деінде. В залежності від програми навчання, можна пройти сертифікацію онлайн або у численних центрах за спеціальностями:
- Associate Cloud Engineer[18];
- Professional Data Engineer;
- Professional Cloud Architect;
- Professional Cloud Developer;
- Professional Cloud Network Engineer;
- Professional Cloud Security Engineer;
- Professional Collaboration Engineer;
- Professional Cloud DevOps Engineer;
- G Suite Administrator;
- G Suite.